# Herbert Christ (Romanist)
Herbert Christ (* 13. September 1929 in Berresheim, heute Mayen; † 26. Februar 2011 in Düsseldorf) war ein deutscher Romanist und Fremdsprachendidaktiker.

## Leben und Werk
Christ studierte von 1949 bis 1956 in Bonn und Brüssel Philosophie, Geschichte und Romanische Philologie und ging dann in den Schuldienst, der ihn an das Essener Gymnasium Borbeck und an das St. Hildegardis-Gymnasium in Duisburg führte. Dort war er gleichzeitig als Fachleiter am Studienseminar tätig. Er promovierte 1966 in Bonn bei Karl Dietrich Bracher mit der Arbeit Der politische Protestantismus in der Weimarer Republik. Eine Studie über die politische Meinungsbildung durch die evangelischen Kirchen im Spiegel der Literatur und der Presse (Bonn 1967). Von 1974 bis 1995 war er Inhaber des Lehrstuhls für die Didaktik des Französischen an der Justus-Liebig-Universität Gießen, 1978–1979 und 1988–1989 auch Dekan.
Christ war Begründer der Reihe Giessener Beiträge zur Fremdsprachendidaktik,  Mitherausgeber der Zeitschriften Praxis des neusprachlichen Unterrichts und Der fremdsprachliche Unterricht (FU), Mitorganisator der Frühjahrskonferenzen zur Erforschung des Fremdsprachenunterrichts, Präsident des Conseil d’Administration der Société Internationale pour l’Histoire de l’Enseignement du Français Langue Etrangère ou Seconde (SIHFLES), sowie Mitglied im  Leitungsgremium des Graduiertenkollegs “Didaktik des Fremdverstehens”.
Christ war  Commandeur der Palmes académiques. Zusammen mit seiner Frau gründete er 1999 die „Herbert und Ingeborg Christ-Stiftung Lehren und Lernen fremder Sprachen“.

## Weitere Werke
- (Übersetzung aus dem Französischen) Jean Piaget, Urteil und Denkprozess des Kindes, Düsseldorf  1972
- Fremdsprachenunterricht und Sprachenpolitik, Stuttgart 1980
- (Hrsg. mit Hans-Joachim Rang) Fremdsprachenunterricht unter staatlicher Verwaltung 1700 bis 1945. Eine Dokumentation amtlicher Richtlinien und Verordnungen, 7 Bde., Tübingen 1985
- (mit Klaus Müllner) Richtlinien für den Unterricht in den neueren Fremdsprachen in den Schulen der Bundesrepublik Deutschland 1945 bis 1984. Eine systematische Bibliographie, Tübingen 1985
- (Hrsg.) Didaktik des Französischunterrichts, Darmstadt 1985 (Wege der Forschung 610)
- (mit Angela Schwarze) Fremdsprachenunterricht in der Wirtschaft. Bestandsaufnahme und Perspektiven, Tübingen 1985
- (Hrsg.) Französischunterricht mit jungen Erwachsenen. Beiträge zum auf der Klassenstufe 11 neu beginnenden Fremdsprachenunterricht, Tübingen 1985
- (Hrsg.) Romanistik. Arbeitsfelder und berufliche Praxis, Tübingen 1986
- (Hrsg. mit Karl-Richard Bausch und Hans-Jürgen Krumm) Handbuch Fremdsprachenunterricht, Tübingen/Basel 1989, 1991, 1995, 2003, 2007
- Der Fremdsprachenlehrer in der Weiterbildung. Eine empirische Untersuchung, Tübingen 1990
- Fremdsprachenunterricht für das Jahr 2000. Sprachenpolitische Betrachtungen zum Lehren und Lernen fremder Sprachen, Tübingen 1991
- (Hrsg. mit Gerda Hassler) Regards sur l'histoire de l'enseignement des langues étrangères. Actes de la Section 8 du Romanistentag de Potsdam du 27 au 30 septembre 1993, Tübingen 1994
- (Hrsg. mit Ingrid Buchloh, Erwin Klein und Nando Mäsch) Konvergenzen. Fremdsprachenunterricht: Planung. Praxis. Theorie. Festschrift für Ingeborg Christ aus Anlass ihres 60. Geburtstags, Tübingen 1996